# Bonnier Business Media
Bonnier Business Media Sweden AB (ofta förkortat BBM), huvudsakligen marknadsfört som Di-gruppen, är ett svenskt specialtidningsförlag för affärstidningar som ingår i Bonnierkoncernen. Flera av tidningarna kombinerar papperstidningar och webbplatser med konferenser och särskilda nyhetsbrev.

## Historik
Ett steg mot bildandet av BBM togs år 2012 när Veckans Affärer och Resumé flyttades från Bonnier Tidskrifter till Bonnier Business Press. Dagens Medicins vd Mikael Nestius blev samtidigt även vd för Veckans Affärer och Resumé. I april 2013 köptes Svenska Nyhetsbrev.
Senare under 2013 infördes namnet Bonnier Business Media för den samlade verksamheten.
År 2014 köptes aktiemajoriteten i Miljörapporten. År 2015 köptes Miljöaktuellt av IDG samt återstoden av Miljörapporten. Året därpå slogs dessa tidningar ihop under namnet Aktuell Hållbarhet.
År 2017 köptes Fastighetsnytt. År 2018 tog Bonnier ett grepp om mediebranschmediebranschen genom att köpa Dagens Media och Medievärlden av Alma Talent. Samma år köptes även Byggindustrin som dittills utgavs av Sveriges Byggindustrier.
I mars 2019 flyttas Privata Affärer och Placeringsguiden till BBM. År 2019 köptes även tidningen Dagens Samhälle. Veckans Affärer lades ner senare samma år.
Nestius lämnade BBM i april 2019 och Dagens Industris chefredaktör Peter Fellman blev då även ansvarig för BBM. Under år 2019 övergick man även till att använda namnet Di-gruppen snarare än Bonnier Business Media.
Tidningarna var inledningsvis löst samordnade med olika sidoverksamheter fortfarande kopplade till de olika tidningarna. I maj 2019 presenterades en omorganisation där ansvar för arrangemang, annonser och prenumerationer samordnas inom gruppen.
Den 1 april 2020 köptes Hakon Media som gav ut tidningarna Market och Icanyheter. Icanyheter bytte kort därefter namn till Dagligvarunytt.